# فيريم (مقاطعة فريدونكنار)
فيريم (بالفارسية: فرم) هي منطقة سكنية تقع في مازندران في إيران. يقدر عدد سكانها بـ 1,041 نسمة .